# MS Australia
MS Australia est le principal plaidoyer national pour les personnes atteintes de sclérose en plaques en Australie, également connu sous le nom de SEP, est la maladie neurologique chronique la plus fréquente affectant les jeunes Australiens, les hommes et les femmes,. MS Australia vise à améliorer la qualité de vie des personnes atteintes de la sclérose en plaques et à réduire l'impact sur les familles et les soignants. MS Australia fournit des services aux personnes atteintes de SEP via des sociétés de santé publique basées dans l'État.

## Objectifs
- Pour aider à éliminer la SEP en finançant des recherches sur la nature, les causes, le traitement, le diagnostic et la prise en charge de la maladie à travers la recherche sur la sclérose en plaques en Australie[5]. Multiple Sclerosis Research Australia commande de nouvelles recherches, facilite les collaborations nationales et internationales et finance des initiatives de recherche établies en partenariat avec les meilleurs instituts de recherche médicale d'Australie.
- Rationaliser les programmes d'éducation et de sensibilisation du public en produisant des publications et d'autres documents.
- Encourager la coopération dans les relations gouvernementales, la collecte de fonds, le développement de projets, la formation du personnel, la planification de l'économie de la santé, l'aide au développement des bureaux d'État, le recrutement et l'évaluation.
- Participer à la lutte mondiale contre la SEP avec les Sociétés de la Fédération internationale de la sclérose en plaques.
- Développer des systèmes communs pour réduire les coûts, comparer les données et partager les ressources.
- Développer le mouvement People with MS.[Quoi ?]

## Levée de fonds et autres activités

### MS Gong Ride
Les cyclistes participant à la randonnée à vélo de Sydney à Gong recueillent un minimum de 250 $ pour aider les personnes atteintes de SEP.

### Melbourne Summer Cycle
Une balade à vélo non compétitive de 40 km autour de Melbourne pour lever des fonds pour MS Limited.

### Brissie to the Bay
Un événement annuel organisé pour soutenir les Queenslanders vivant avec la SEP. Les cyclistes amassent des fonds en parcourant l'une des trois distances suivantes : 10 km, 25 km ou 50 km.

### MS Moonlight Walk
Une marche annuelle de 10 kilomètres à travers le quartier des affaires de Brisbane pour recueillir des fonds pour les personnes atteintes de SEP. Les participants marchent en solo ou en équipe et collectent des dons de la famille et des amis. L'événement a lieu à la tombée de la nuit, en commençant et se terminant à la Forecourt culturel de South Bank.

### MSFestSouth Bank Cultural Forecourt
Un festival de musique annuel a lieu à Launceston, en Tasmanie. MS Fest (en) a commencé en 2006 à l'occasion de la commémoration du 50e anniversaire de la Société de la SEP en Australie. Le but du festival est de recueillir des fonds et de sensibiliser les personnes atteintes de sclérose en plaques.

### Step Up for MS
Un événement de course amusante organisée chaque année pour sensibiliser et aider les Australiens de l'Ouest vivant avec la SEP.

### MS Readathon
Le MS Readathon, géré par MS Australia, a débuté en 1979. Le MS Readathon encourage les Australiens à lire des livres afin d'amasser des fonds pour aider les personnes atteintes de SEP. En 2010, The Novel Challenge a été lancé pour impliquer les adultes.[Quoi ?]